# تیم یوای‌ئی امارات
تیم یوای‌ئی امارات یکی از تیم‌های جهانی دوچرخه‌سواری جاده است که در امارات متحده عربی قرار دارد. از زمان شکل‌گیری پروتور، این تیم یکی از اعضای آن بوده‌است، هرچند در سال ۲۰۱۰ به دلیل از دست دادن یک مسابقه، موقتاً تعلیق شد.
بیشتر رکابزنان تیم ایتالیایی هستند. مربی تیم نیز جوزپه سارونی است که دو بار برندهٔ جیرو دیتالیا شده‌است.

## انتقال به آسیا
مقر لامپره تا سال ۲۰۱۶ در ایتالیا بود. در اوت ۲۰۱۶ تیم تأیید کرد امتیاز تیم جهانی خود را از سی‌جی‌اس سایکلینگ به شرکت مشاور چینی تی‌جی اسپرت انتقال می‌دهد تا این تیم، نخستین تیم چینی تور جهانی باشد. سارونی اعلام کرد او و سی‌جی‌اس سایکلینگ به هدایت تیم تحت نظر تی‌جی اسپرت ادامه خواهند داد و پروژه با همکاری دولت چین و با حضور چند شرکت چینی از جمله علی‌بابا انجام می‌شود. همچنین به گفتهٔ او هدف از این حرکت، توسعهٔ دوچرخه‌سواری و رکابزنان چینی بود. هنگامی که در ماه نوامبر، اتحادیهٔ جهانی ۱۷ پروانهٔ تیم جهانی برای تیم‌ها صادر کرد، درخواست تی‌جی اسپرت «تحت بررسی» اعلام شد. به گفتهٔ سارونی، دلیل این تأخیر بیماری شدید رئیس پروژه تی‌جی سایکلینگ بود.
در نتیجه، تیم به دنبال حامیان مالی دیگر بود و توانست منبع مالی را در امارات متحده عربی بیابد. به این ترتیب، نام تیم به یوای‌ئی ابوظبی تغییر یافت. اتحادیهٔ جهانی در ۲۰ دسامبر پروانهٔ تیم جهانی این تیم را تأیید کرد. در فوریهٔ ۲۰۱۷ تیم اعلام کرد هواپیمایی امارات قرارداد حمایت مالی با تیم امضا کرده‌است. بنابراین نام آن به تیم یوای‌ئی امارات تبدیل شد.